# Kris Jenner
Kristen Mary Houghton (San Diego, 5 de novembro  de 1955) mais conhecida como Kris Jenner ou Kris Kardashian, é uma empresária, produtora e socialite americana. Ficou conhecida pelo reality KUWTK que mostra a vida da Família Kardashian-Jenner. Ela é mãe de 5 mulheres e sendo a empresária de suas filhas Kourtney Kardashian, Kim Kardashian, Khloé Kardashian, Kendall Jenner e Kylie Jenner. Foi casada com o famoso e renomado advogado Robert Kardashian, tendo se divorciado em 1993, por dificuldades conjugais. Também foi casada com a ex-campeã olímpica Caitlyn Jenner, de quem se divorciou em 2014.

## Biografia
Kristen Mary Houghton (após o casamento com Robert Kardashian, Kris Kardashian, e depois do casamento com Caitlyn Jenner e atualmente, Kris Jenner) cresceu na Cidade Universitária, um subúrbio de San Diego, e foi para Clairemont High School. Ela tem duas irmãs, Karen e Sarah. Kris tem 6 filhos (Kourtney Kardashian, Kim Kardashian, Khloé Kardashian e Rob Kardashian do seu primeiro casamento e Kendall Jenner e Kylie Jenner do seu segundo casamento). 

### Vida pessoal

#### 1º cônjuge, Robert Kardashian
Kris foi casada com Robert Kardashian de 1978 a 1991, com quem teve quatro filhos: Kourtney Kardashian, em 18 de abril de 1979; Kim Kardashian, em 21 de outubro de 1980; Khloé Kardashian, em 27 de junho de 1984 e Rob Kardashian, em 17 de março de 1987. Seguindo dificuldades conjugais, Kris pediu o divórcio em 1989, eles se divorciaram oficialmente em 1991, mas mantiveram amizade. Robert Kardashian, seu ex-marido, faleceu em 30 de setembro de 2003, devido a um câncer no esôfago.

#### 2º cônjuge,Caitlyn Jenner
Logo após o divórcio com Robert, Kris conheceu Caitlyn Jenner (antes da transição de gênero), a quem foi apresentada por uma colega de ambos, mas não estava em seus planos se envolver afetivamente com alguém. Caitlyn, que também havia se separado recentemente, tinha, ao contrário de Kris, 3 filhos e 1 filha.
Kris e Caitlyn Jenner se casaram em 21 de abril de 1991. Após o enlace matrimonial, os filhos de ambos passaram a dividir a mesma casa. O casamento ainda proporcionou o nascimento de Kendall Jenner em 3 de novembro de 1995 e Kylie Jenner em 10 de agosto de 1997.
Em junho de 2013, Kris e Caitlyn Jenner anunciaram que o casamento chegou ao fim, depois de 22 anos. O divórcio saiu oficialmente em setembro de 2014.
No ano de 2015, Caitlyn Jenner anunciou seu processo de transição de gênero.
Mesmo após o fim do casamento com Caitlyn Jenner, Kris resolveu ainda continuar usando o “Jenner” pois ela já era conhecida assim.

#### Relacionamento com Corey Gamble
Kris após se separar do seu ex-marido, conheceu Corey Gamble em agosto de 2014 e no mesmo ano comecaram a namorar. Em 2017 eles tiveram um breve rompimento na relação mas logo voltaram com o romance. Kris disse que não quer e nem pretende se casar com Corey.

## Carreira
Inicialmente Kris e sua filha Kourtney Kardashian haviam aberto uma boutique de roupas infantis, "Smooch". Em 2009, após a gravidez de Kourtney, decidiram fechar a boutique.
Após sua filha Kim Kardashian ter se tornado uma amiga muito próxima da socialite Paris Hilton e os escândalos com os vídeos íntimos de Kim, Kris, junto a família, decide, em 2007, fechar contrato com a E! para produzirem o famoso reality Keeping Up with the Kardashians, o que rendeu quatro spin-offs: Kourtney and Khloé Take Miami, Kourtney and Kim Take New York, Khloé & Lamar, Kourtney and Kim Take Miami e Kourtney and Khloé Take the Hamptons, dos quais é produtora executiva.
Gerencia todos os membros de sua família e se auto intitula, momager. Kris e sua ex-exposa, Caitlyn Jenner, têm sua própria empresa, Communications Inc.
Kris apresentou um talk show na FOX, intitulado de Kris. O programa estreou no dia 15 de julho de 2013, e duras críticas. O programa foi cancelado após a primeira temporada.

## Televisão
- 2007ː presente: Keeping Up with the Kardashians - (Como ela mesma)
- 2009: Kourtney and Kim Take Miami - (Como ela mesma)
- 2011: Kourtney and Kim Take New York - (Como ela mesma)
- 2013: Kris - (Apresentadora)
- 2014: Kourtney and Khloé Take the Hamptons - (Como ela mesma)